# Конхиология
Конхиология (конхология; конхилиология; от др.-греч. κόγχη, κογχύλιον — «раковина» и λόγος — «учение») — раздел зоологии, изучающий раковины организмов (преимущественно моллюски и брахиоподы). В широком смысле — это научное и любительское (коллекционирование раковин) изучение раковинных организмов.

## Термин
Конхилии — раковинные животные, вообще улитки.
Специалисты в области конхиологии называются конхиологами, они изучают конхилиофауну.
Автором первой научной работы по конхологии считается трактат итальянского иезуита Филиппо Бонанни «Recreatione dell’occhio e della mente» (1681).
Большинство[кто?] профессиональных авторов трактует конхиологию только как изучение экзоскелета моллюсков. Однако, термин «Конхология» (conchology, конхиология) используется некоторыми любителями, особенно в Европе, в ещё более широком смысле, означающем всё поле деятельности малакологии (malacology).
В его более узком смысле, означает изучение только раковин моллюсков, как морских, так и пресноводных и сухопутных. Это направление поддерживается с древнейших времен коллекционерами красивых раковин и известно также как Конхиофия. Малакологи же изучают моллюсков как целостный организм.

## Раковины
Объектами внимания конхологии являются все раковинные моллюски, а значит не все моллюски. Такие как кальмары, осьминоги и другие Головоногие моллюски (Cephalopoda) не имеют внешнего скелета (раковин) (за исключением Nautiloidea). Из-за этого, конхологи (conchologists) имеют дело главным образом с четырьмя группами моллюсков (Conchifera): Gastropoda (улитки), Двустворчатые моллюски (Bivalvia), Хитоны (Polyplacophora) и Лопатоногие (Scaphopoda).

Рождение Венеры
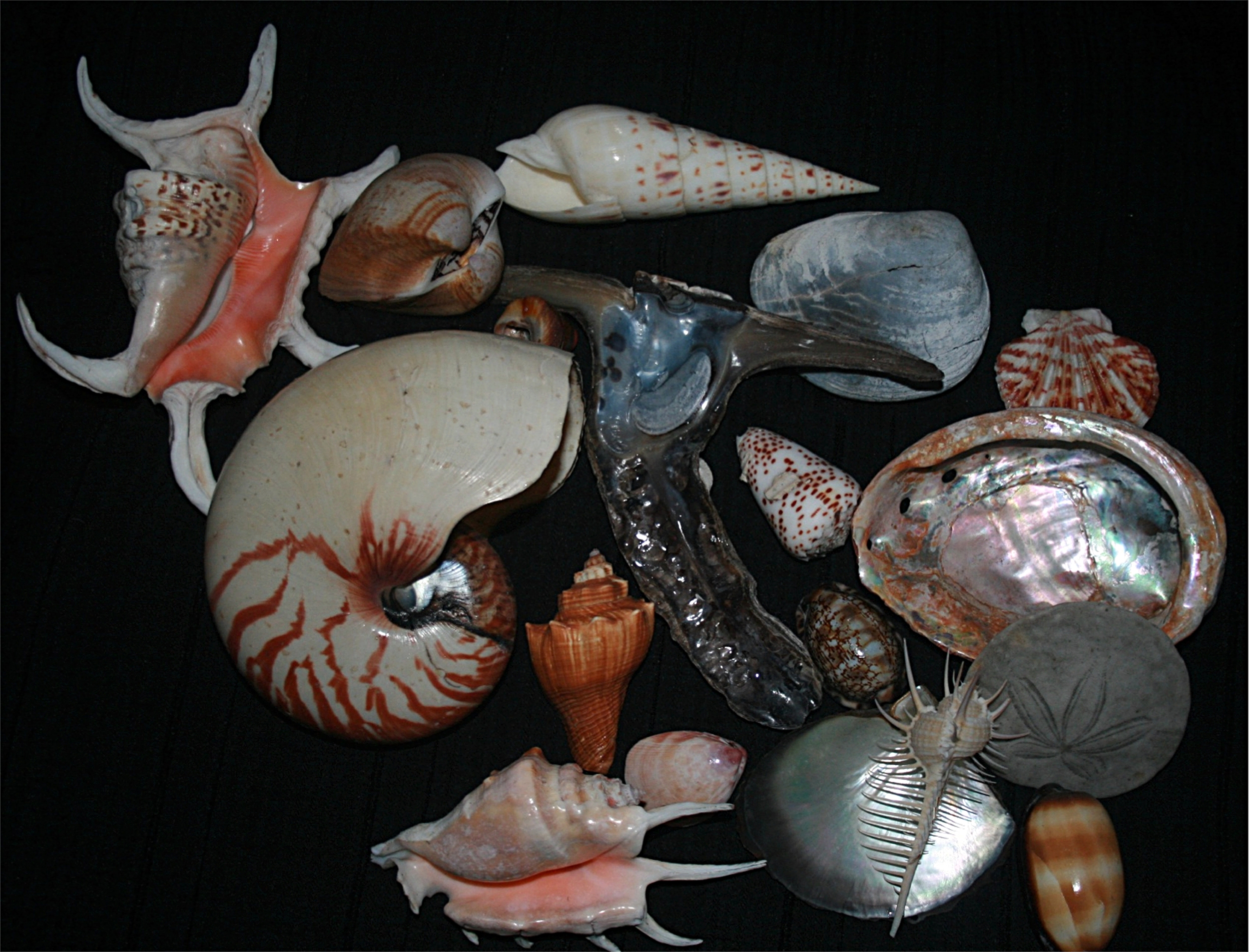
Раковины моллюсков
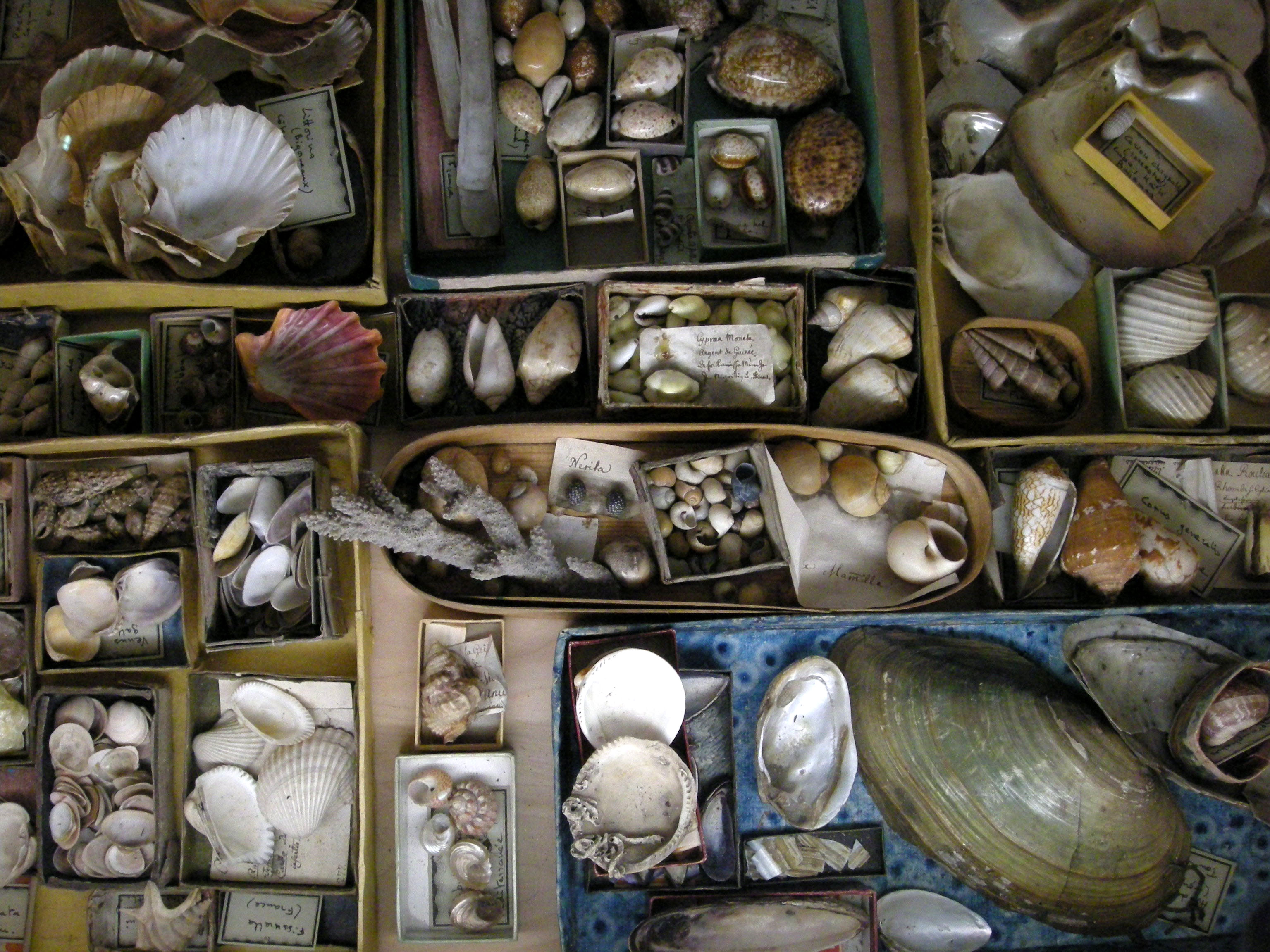
Коллекция раковин
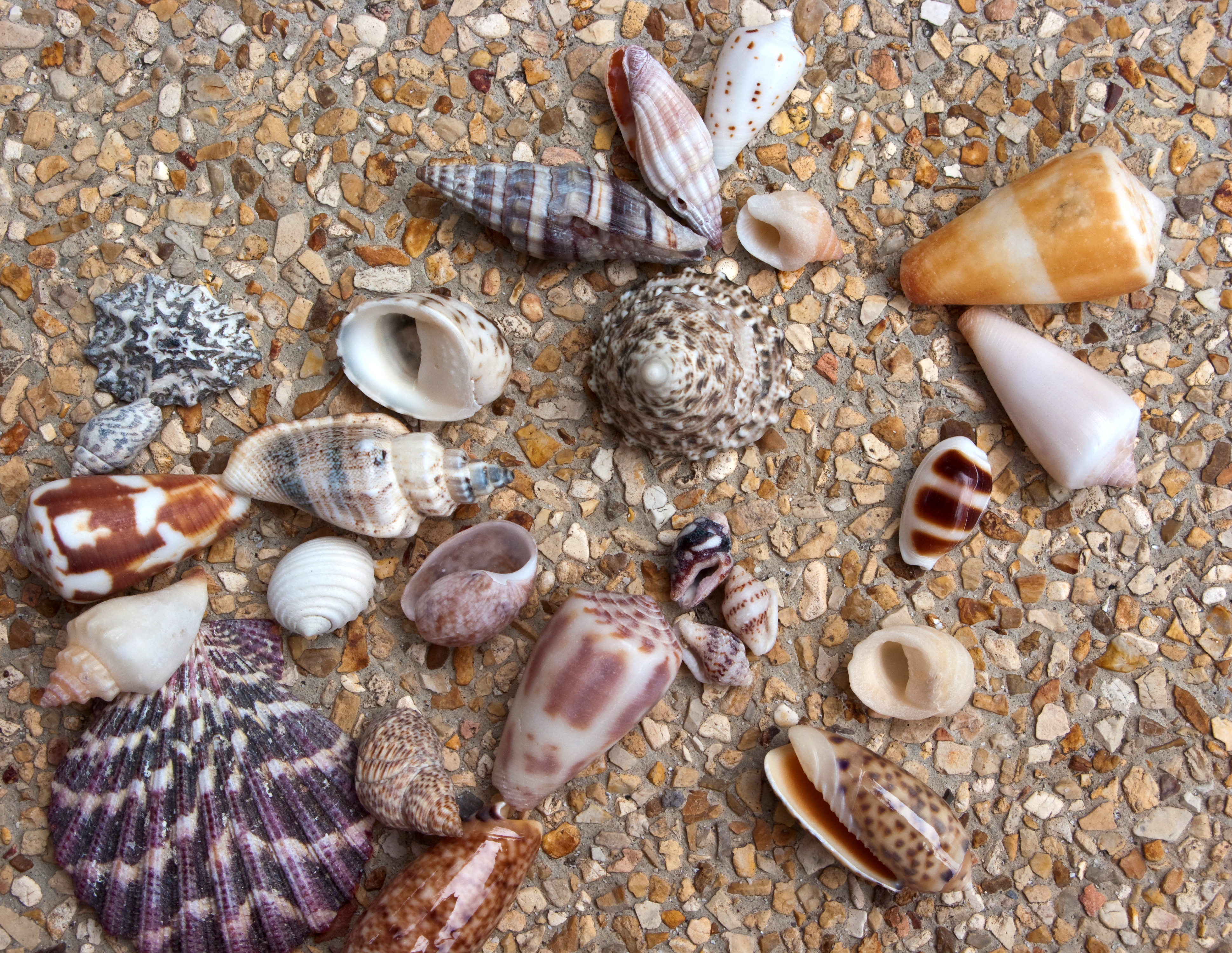
Раковины моллюсков

## История
Сбор ракушек, предшественник конхологии, вероятно, восходит к тому времени, когда люди жили около пляжей. Ожерелья из морских ракушек каменного века находили иногда в районах, удаленных от океана, что указывает на то, что ими торговали. Украшения из ракушек можно найти почти на всех археологических памятниках, в том числе в руинах древних ацтеков, раскопках в древнем Китае и в долине Инда.
В эпоху Возрождения люди начали проявлять интерес к природным красотам и ставить их в шкафы для диковинок. Благодаря своей привлекательности, разнообразию, долговечности и повсеместному распространению ракушки стали важной частью этих коллекций. К концу 17 века люди начали рассматривать ракушки с научным интересом. В 1681 году двухтомный атлас ракушек Ricreazione dell’occhio et della mente nell’osservazione delle chiocciole был опубликован в Риме священником-иезуитом Филиппо Бонанни (1638—1725). Это был первый трактат, полностью посвященный моллюскам. Мартин Листер в 1685—1692 годах опубликовал «Историю конхилиорум», который был первым всеобъемлющим конхологическим текстом, имеющим более 1000 гравированных пластин.
Джордж Рампф или Румфиус (1627—1702) опубликовал первую таксономию моллюсков. Он предложил «одностворчатых» (полиплакофора, блюдца и морское ушко), «улиток или детенышей» (брюхоногие моллюски) и «двустворчатых» (двустворчатые моллюски). Многие из условий Рампфа были приняты Карлом Линнеем. Рампф продолжал заниматься важной научной работой после того, как ослеп, работая на ощупь.
Изучение зоологии, включая конхологию, произвело революцию благодаря шведскому натуралисту Карлу Линнею и его системе биномиальной номенклатуры. 683 из 4000 или около того видов животных, которые он описал, теперь считаются моллюсками, хотя Линней в то время поместил их в несколько типов. [2] Английское слово «конхология» было придумано в 1770-х годах британским натуралистом-сефардом Эмануэлем Мендесом да Коста, который опубликовал «Элементы конхологии: или Введение в знание ракушек» в Лондоне в 1776 году. [3]
За последние два столетия было много выдающихся конхологов. Семья Сауэрби была известными коллекционерами, торговцами и иллюстраторами. Джон Маве (1764—1829), возможно, создал первое руководство по конхологии, «Спутник путешественника» или «Пилот коллекционера раковин», а также «Линнейскую систему конхологии». Хью Куминг (1791—1865) известен своей огромной коллекцией и многочисленными открытиями новых видов. Томас Сэй написал фундаментальный труд «Американская конхология», или «Описания раковин Северной Америки», иллюстрированные цветными рисунками с оригинальных рисунков, выполненных с натуры, в шести томах (1830—1834 гг.).
Р. Такер Эбботт был самым выдающимся конхологом 20 века. Он является автором десятков книг и был директором музея в Shell Museum Bailey-Matthews, в результате чего мир ракушек общественности. Его самые известные работы — «Американские ракушки», «Ракушки мира» и «Королевство ракушек».
Многие из лучших коллекций ракушек являются частными. Джон Дюпон и Джек Лайтборн известны своими обширными коллекциями. Джон Дюпон пожертвовал свою коллекцию раковин Делавэрскому музею естественной истории в 1984 году. Император Японии Хирохито также собрал огромную коллекцию и был компетентным и уважаемым конхиологом-любителем.

## Музеи морских раковин
В США:
- Национальный музей естественной истории (Вашингтон) — в этом музее собрана одна из крупнейших в мире коллекций раковин моллюсков. (Большой вклад в это внес морской биолог Dr. Ellen Stronge)
- Американский музей естественной истории
- Bailey-Matthews Shell Museum, Sanibel Island, (Florida)

В Европе:
- Музей естествознания (Вена).
- Национальный музей естественной истории (Париж)
- Музей естествознания (Берлин)
- Музей естествознания (Лондон)
- Королевский бельгийский институт естественных наук, Брюссель (здесь находится третья в мире по объёму коллекция раковин моллюсков)
- Natural History Museum, Leiden
- Шведский музей естественной истории
- Зоологический музей имени Тадaса Иванаускаса, Каунас

В Азии:
- Ринай, Баку — специализированный малакологический музей.
- Музей морских раковин (Пхукет), Таиланд — частный музей

## Общества
- Club Conchylia, the German/Austrian Society for Shell Collecting
- Бельгия —
  - Belgische Vereniging voor Conchyliologie (B.V.C.) — голландоязычное (основано в 1961 году как «Gloria Maris», под сегодняшним именем с 1976), оно же известно и как Belgian Society for Conchology
- Бразилия —
  - Conquiliologistas do Brasil
- Великобритания и Северная Ирландия —
  - Conchological Society of Great Britain and Ireland ;
- США — в стране несколько обществ и клубов:
  - Conchologists of America ;
  - Oregon Society of Chonchology (основано в 1965 году) 
  - The Pacific Conchological Club (Natural History Museum of Los Angeles County, Лос-Анджелес) — был организован в 2003 году в результате слияния двух старейших в Америке клубов малакологов: the Pacific Shell Club (основан в 1945 году) и the Conchological Club of Southern California (основан в 1902 году как The Tuesday Shell Club).
- Франция — Association Française de Conchyliologie

## Раковины на марках и монетах
Раковины моллюсков изображены более чем на 5,000 различных марках во всем мире. Изображения раковин также известны и на денежных знаках некоторых стран мира. Например, Багамский доллар (1974), Кубинское песо (1981), Непальские рупии (1989), Филиппинское песо (1993), а также на монетах Гаити (Haitian gourde, 1973).